# Anton Mauve

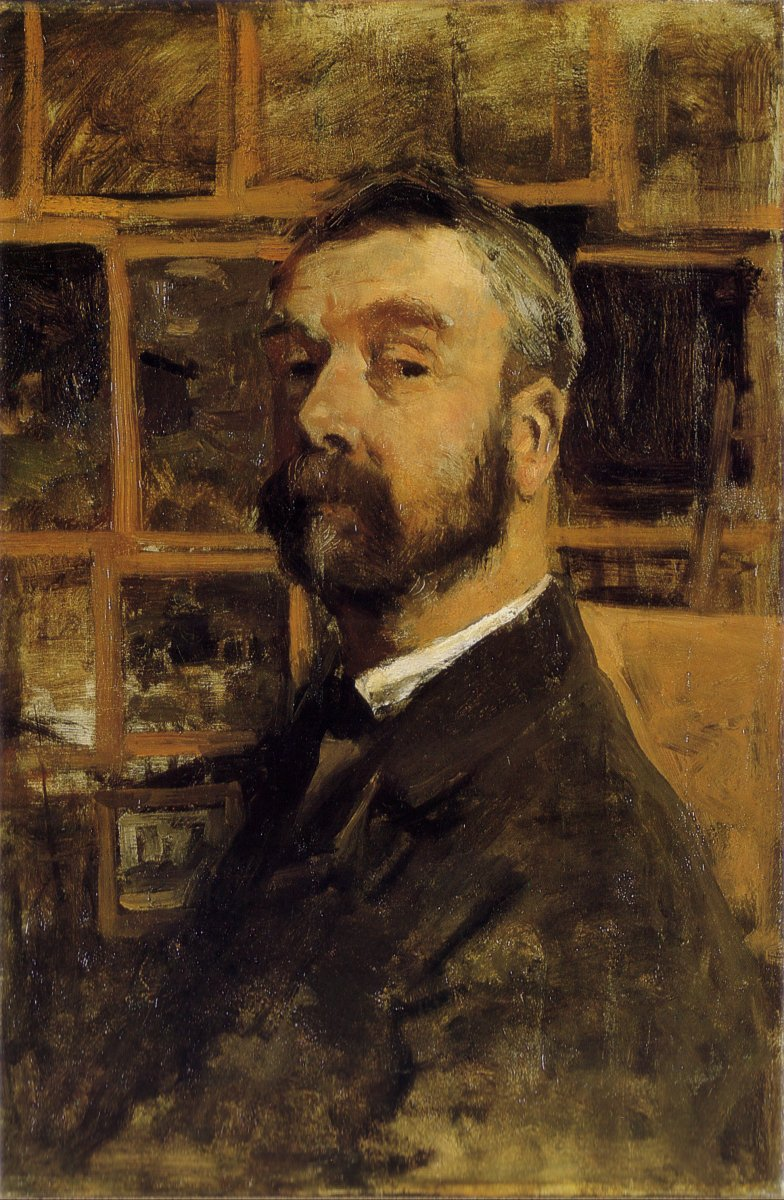
Anton Mauve – autoportret

Anton Mauve (ur. 18 września 1838 w Zaandam, zm. 5 lutego 1888 w Arnhem) – malarz holenderski, pejzażysta ze szkoły haskiej. 
Malował mariny, holenderskie krajobrazy i liczne sceny rodzajowe ilustrujące życie wsi. Posługiwał się techniką olejną i akwarelami. Jego twórczość wykazuje znaczne podobieństwo do dzieł Milleta. 
Był kuzynem van Gogha, którego gościł u siebie w 1881. 